# Volonté populaire (parti)
Volonté populaire est un parti politique vénézuélien fondé le 5 décembre 2009 par Leopoldo López.
Le parti est dirigé par Emilio Graterón à partir de 2019. En 2020, le Tribunal suprême de justice nomme José Gregorio Noriega à la tête du parti, ce qui est contesté par l'aile majoritaire du parti.

## Historique
Parmi les fondateurs du parti figure également le député Luis Florido.
Volonté populaire a été officiellement reconnu comme parti politique par le Conseil électoral national du Venezuela en janvier 2011.
Plusieurs partis associés à la MUD, dont Volonté populaire, boycottent les élections municipales vénézuéliennes de 2017.
Le 5 janvier 2019, l'Assemblée nationale élit à sa tête Juan Guaidó, membre de Volonté populaire, et refuse de reconnaître le nouveau mandat présidentiel de Nicolás Maduro, déclaré vainqueur de l’élection présidentielle contestée de 2018,. Le 23 janvier 2019, Juan Guaidó s'autoproclame « président en exercice » du Venezuela et prête serment au cours d'une manifestation organisée à Caracas. Il obtient immédiatement la reconnaissance des États-Unis, du Canada, du Brésil, de la Colombie et du Pérou,.
Le 6 janvier 2020, Guaidó quitte Volonté populaire.
À quelques mois des élections législatives vénézuéliennes de 2020, le 7 juillet 2020, le Tribunal suprême de justice (TSJ) décide de remplacer Emilio Graterón de la direction du parti par José Gregorio Noriega, un allié de Luis Parra,  un député qui dispute à Juan Guaidó la présidence du Parlement depuis le début de l'année. Le TSJ avait décidé de remplacer aussi la direction des autres partis d'opposition comme Action démocratique et Primero Justicia quelques semaines avant. La faction majoritaire décide de concourir sous la bannière de la Table de l'unité démocratique.
Pour l'élection présidentielle vénézuélienne de 2024, la direction officielle soutient la candidature de Daniel Ceballos, qui a rejoint le parti en 2020. L'aile majoritaire soutient la candidature d'Edmundo González Urrutia.

## Positionnement
Le positionnement du parti fait débat et a été différemment apprécié par les sources.
Le parti se présente comme étant de centre gauche, « progressiste », ce qui lui vaut d'adhérer à l'Internationale socialiste. Ce classement au centre gauche est repris par certains observateurs,. Pour Gabriel S. Delgado C, cité par Le Monde diplomatique, « le parti Volonté populaire [est] la formation la plus à droite, la plus radicale, la plus convaincue qu’une intervention armée est la meilleure méthode pour se débarrasser du chavisme », voire chercherait, selon celui-ci, à cacher son positionnement réel « [...] cette nébuleuse, qui s’illustre par le flou qu’elle entretient autour de ses convictions idéologiques, ainsi que par son comportement clanique ». Toutefois, le parti et ses alliés au sein de la Table de l'unité démocratique (MUD), réfutent les qualificatif de « droite », et d'« extrême droite », utilisés entre autres par le gouvernement du Venezuela et par certaines sources. Enfin, d'autres sources le situent au centre droit, ou au centre,,.
En 2015, le correspondant de Libération Simon Pellet-Recht classe même le parti à l'extrême droite, une qualification initialement lancée par le gouvernement chaviste et contestée par l'opposition (comme le député et militant LGBT Rosmit Mantilla), allant également à l'encontre de plusieurs médias (Le Monde, Huffington Post) qui le placent parfois au centre gauche. Quelques jours plus tard, Libération évoque finalement un « malentendu » sur l'emploi de ce terme et ajoute, en 2019 : « d'après plusieurs spécialistes interrogés pour l’occasion, le terme d’extrême droite est avant tout européen, et n’est effectivement pas approprié a fortiori pour décrire adéquatement l'opposition vénézuélienne ». Le journaliste libéral sud-coréen Kim Ou-joon classe également Volonté populaire à l'extrême droite, ainsi que le Conseil des affaires hémisphériques (COHA).

## Résultats électoraux

### Élections législatives
| Année | Voix              | %                 | Rang              | Sièges   |
| ----- | ----------------- | ----------------- | ----------------- | -------- |
| 2015  | Au sein de la MUD | Au sein de la MUD | Au sein de la MUD | 14 / 167 |
| 2020  | Au sein de VU     | Au sein de VU     | Au sein de VU     | 1 / 277  |